# Морито, Тисаки
Тисаки Морито (яп. 森戸知沙希 Морито Тисаки, род. 19 февраля 2000 года) — японский идол, участница японской поп-группы Country Girls и Morning Musume, бывшая участница CoCoRo Gakuen.

## Биография

### Ранние годы
Тисаки Морито родилась 19 февраля 2000 года в городе Тотиги. Посещала танцевальную школу Star Project Academy.

### 2014
Весной-летом 2014 года участвовала в прослушивании Morning Musume '14 <Golden> Audition в 12-е поколение Morning Musume, но неудачно.
1 ноября, покинула группу CoCoRo Gakuen.
5 ноября, было анонсировано, что Тисаки присоединилась в группу Country Girls.

### 2015
8 сентября, состоялся релиз её сольного e-Hello! Blu-ray, Greeting ~Morito Chisaki~.
В декабре присоединилась к Hello! Project Dance Club.

### 2016
19 февраля, Тисаки отпраздновала свой 16-й день рождения на специальном мероприятии под названием Country Girls Morito Chisaki Birthday Event 2016 с двумя выступлениями в Токио. 
В тот же день состоялся релиз её сольный мини-фотокниги под названием Morito Chisaki Mini Photobook "Greeting -Photobook-".

### 2017
19 февраля, состоялся релиз её сольной фотокниги Morito Chisaki.
20 февраля, Тисаки отпраздновала свой 17-й день рождения на специальном мероприятии под названием Country Girls Morito Chisaki Birthday Event 2017, с тремя шоу в TOKYO FM HALL, Токио.
26 июня, в специальном выпуске Hello! Project Station было сказано, что Тисаки Морито присоединилась к Morning Musume в качестве 14-го поколения, при этом она продолжит свою деятельность в Country Girls.
28 июня, состоялся релиз её сольного Blu-ray Chisaki in Paradise.

### 2018
19 февраля, Тисаки отпраздновала свой 18-й день рождения на специальном мероприятии под названием Morning Musume '18 / Country Girls Morito Chisaki Birthday Event, с двумя шоу в Yamano Hall, Токио.

## Участие в группах
Hello! Project (2014—)
- Country Girls (2014—2019)
- Morning Musume (2017—)

Другие
- CoCoRo Gakuen (2011—2014)

## Дискография

### Студийные альбомы
Morning Musume
- 15 Thank you, too (2017)
- Hatachi no Morning Musume (2018)
- Best! Morning Musume 20th Anniversary (2019)

### Синглы
Синглы CoCoRo Gakuen
- «Message ~Kokoro Kara Arigatou~»

## Фильмография

### ТВ-программы
- The Girls Live (2015—2019)

### Вэб-программы
- Hello! Project Station (2014—н.в.)

### Театр
- Kizetsu Suru Hodo Aishiteru! (25 марта — 3 апреля 2016, Ikebukuro Theater Green, Токио)[13]
- Pharaoh no Haka ~Hebi Ou Sneferu~ (1—10 июня 2018, Ikebukuro Sunshine Theater, Токио; 15—17 июня 2018, Mielparque Hall, Осака)[14]

### DVD & Blu-ray
Сольные DVD/Blu-ray
| # | Название                  | Дата выпуска    | Чарты               | Лейбл              |
| # | Название                  | Дата выпуска    | Oricon Weekly Chart | Лейбл              |
| - | ------------------------- | --------------- | ------------------- | ------------------ |
| 1 | Greeting ~Morito Chisaki~ | 8 сентября 2015 | —                   | e-Hello! series    |
| 2 | Chisaki in Paradise       | 28 июня 2017    | 43                  | Zetima (EPXE-5102) |

## Фотокниги
Сольные фотокниги
1. Morito Chisaki Mini Photobook "Greeting -Photobook-" (19 февраля 2016, Odyssey Books)[17]
2. Morito Chisaki (19 февраля 2017, Wani Books, ISBN 978-4-8470-4898-2)[18]
3. Say Cheese! (27 июня 2019, Wani Books, ISBN 978-4-8470-8221-4)[19]
4. Crossroads (1 октября 2020, Wani Books, ISBN 978-4-8470-8321-1)
5. with thanks (15 октября 2021, Wani Books, ISBN 978-4-8470-8384-6)

Совместные фотокниги
- Morning Musume '17 Shijou Drama "Haikei, Haru-senpai! ~Higashi-Azabu Koukou Hakusho~" (11 декабря 2017, Wani Books, ISBN 978-4-8470-4982-8)[20]
- Morning Musume 20 Shuunen Kinen Official Book (19 июня 2018, Wani Books, ISBN 978-4-8470-8125-5)[21]
- Morning Musume '18 Micchaku Documentary Photobook "NO DAY , BUT TODAY 21 Nenme ni Kaita Yumetachi VOL.1" (14 сентября 2018, Tokyo News Service, ISBN 4863368216)
- Morning Musume '18 Micchaku Documentary Photobook "NO DAY , BUT TODAY 21 Nenme ni Kaita Yumetachi VOL.2" (14 сентября 2018, Tokyo News Service, ISBN 4863368224)
- Morning Musume '18 Micchaku Documentary Photobook "NO DAY , BUT TODAY 21 Nenme ni Kaita Yumetachi VOL.3" (14 сентября 2018, Tokyo News Service, ISBN 4863368232)